# Yankee Pascià
Yankee Pascià (Yankee Pasha) è un film del 1954 diretto da Joseph Pevney.